# لیتل داونهم
لیتل داونهم (به انگلیسی: Little Downham) یک روستا در بریتانیا است که در کمبریج‌شر واقع شده‌است. لیتل داونهم ۲٬۵۸۹ نفر جمعیت دارد.